# A Született boszorkányok epizódjainak listája
Az alábbi epizódlista a Született boszorkányok című amerikai televíziós sorozat epizódjait tartalmazza. A sorozat az USA-ban 2013. október 6-án a Lifetime csatornán debütált, Magyarországon pedig 2015. május 18-án indult a Filmcafén.                                                                                                                                           
2014. október 5-ig 26 epizód jelent meg.

## Évados áttekintés
| Évad | Évad | Epizódok | Eredeti sugárzás | Eredeti sugárzás   | Magyar sugárzás  | Magyar sugárzás   |
| Évad | Évad | Epizódok | Évadpremier      | Évadfinálé         | Évadpremier      | Évadfinálé        |
| ---- | ---- | -------- | ---------------- | ------------------ | ---------------- | ----------------- |
|      | 1    | 10       | 2013. október 6. | 2013. december 15. | 2015. május 18.  | 2015. július 20.  |
|      | 2    | 13       | 2014. július 6.  | 2014. október 5.   | 2015. július 27. | 2015. október 19. |

## 1. évad (2013)
| Sor. | Év. | Cím                     | Rendező         | Író                                | Premier                             | Nézettség   |
| ---- | --- | ----------------------- | --------------- | ---------------------------------- | ----------------------------------- | ----------- |
| 1.   | 1.  | Pilot                   | Mark Waters     | Forgatókönyv: Maggie Friedman      | 2013. október 6. 2015. május 18.    | 1,93 millió |
| 2.   | 2.  | Marilyn Fenwick, R.I.P. | Jonathan Kaplan | Maggie Friedman                    | 2013. október 13. 2015. május 25.   | 1,93 millió |
| 3.   | 3.  | Today I Am a Witch      | Allan Arkush    | Josh Reims                         | 2013. október 20. 2015. június 1.   | 1,69 millió |
| 4.   | 4.  | A Few Good Talismen     | Fred Gerber     | Turi Meyer & Al Septien            | 2013. október 27. 2015. június 8.   | 1,83 millió |
| 5.   | 5.  | Electric Avenue         | Paul Holahan    | Ron Milbauer & Terri Hughes-Burton | 2013. november 3. 2015. június 15.  | 1,60 millió |
| 6.   | 6.  | Potentia Noctis         | John Scott      | Maggie Friedman                    | 2013. november 10. 2015. június 22. | 1,46 millió |
| 7.   | 7.  | Unburied                | David Solomon   | Josh Reims                         | 2013. november 17. 2015. június 29. | 1,62 millió |
| 8.   | 8.  | Snake Eyes              | Peter Leto      | Al Septien & Turi Meyer            | 2013. november 24. 2015. július 6.  | 1,51 millió |
| 9.   | 9.  | A Parching Imbued       | Patrick Norris  | Josh Reims                         | 2013. december 1. 2015. július 13.  | 1,40 millió |
| 10.  | 10. | Oh, What a World!       | John Scott      | Maggie Friedman                    | 2013. december 15 2015. július 20.  | 1,74 millió |

## 2. évad (2014)
| Sor. | Év. | Cím                                | Rendező        | Író                                                                   | Premier                                   | Nézettség   |
| ---- | --- | ---------------------------------- | -------------- | --------------------------------------------------------------------- | ----------------------------------------- | ----------- |
| 149. | 1.  | A Moveable Beast                   | Allan Arkush   | Maggie Friedman                                                       | 2014. július 6. 2015. július 27.          | 1,12 millió |
| 150. | 2.  | The Son Also Rises                 | Patrick Norris | Richard Hatem                                                         | 2014. július 13. 2015. augusztus 3.       | 1,50 millió |
| 151. | 3.  | The Old Man and the Key            | Michael Nankin | Turi Meyer & Al Septien                                               | 2014. július 20. 2015. augusztus 10.      | 1,31 millió |
| 152. | 4.  | The Brothers Grimoire              | Ron Underwood  | Shelley Meals & Darin Goldberg                                        | 2014. július 27. 2015. augusztus 17.      | 1,10 millió |
| 153. | 5.  | Boogie Knights                     | Debbie Allen   | Debra J. Fisher                                                       | 2014. augusztus 10. 2015. augusztus 24.   | 0,96 millió |
| 154. | 6.  | When a Mandragora Loves a Woman    | Joe Dante      | Akela Cooper                                                          | 2014. augusztus 17. 2015. augusztus 31.   | 1,15 millió |
| 155. | 7.  | Art of Darkness                    | Patrick Norris | Yolonda E. Lawrence                                                   | 2014. augusztus 24. 2015. szeptember 7.   | 1,02 millió |
| 156. | 8.  | Sex, Lies, and Birthday Cake       | Guy Norman Bee | Forgatókönyv: Maggie Friedman & Richard Hatem Történet: Sarah Tarkoff | 2014. szeptember 7. 2015. szeptember 14.  | 1,08 millió |
| 157. | 9.  | Smells Like King Spirit            | Tim Andrew     | Turi Meyer & Al Septien                                               | 2014. szeptember 14. 2015. szeptember 21. | 1,20 millió |
| 158. | 10. | The Fall of the House of Beauchamp | Mick Garris    | Turi Meyer & Al Septien                                               | 2014. szeptember 21. 2015. szeptember 28. | 1,24 millió |
| 159. | 11. | Poe Way Out                        | Joe Dante      | Debra J. Fisher                                                       | 2014. szeptember 28. 2015. október 5.     | 0,88 millió |
| 160. | 12. | Box to the Future                  | Andy Wolk      | Richard Hatem                                                         | 2014. október 5. 2015. október 12.        | 1,14 millió |
| 161. | 13. | For Whom the Spell Tolls           | Allan Arkush   | Maggie Friedman                                                       | 2014. október 5. 2015. október 19.        | 1,03 millió |